# Степанов, Владимир Леонидович
Влади́мир Леони́дович Степа́нов  (1895, Рязань — 21 апреля 1938, полигон «Коммунарка») — советский оператор, режиссёр документального и научно-популярного кино, организатор кинопроизводства, участник революционного движения и Гражданской войны в России. Один из пионеров советского этнографического кино. Жертва политического террора в СССР.

## Биография
Родился в Рязани в семье чиновника. 
В 1914 году окончил гимназию. Будучи гимназистом работал киномехаником, оператором и лаборантом в синематографе частной мужской Рязанской гимназии Н. Н. Зелятрова, на строительстве городской электростанции, в период летних каникул — осветителем в Рязанском летнем театре. Получил профессию слесаря в Рязанском ремесленном училище.
В 1914 году поступил на юридический факультет Императорского Московского университета, где учился 4 года. В 1916 году параллельно с учёбой в университете окончил частные двухгодичные электротехнические курсы, получил профессию электротехника. Работал осветителем, оператором в кинематографической конторе «Кинолента» братьев Посельских, киномехаником в электротеатре. В 1916 году за участие в революционном студенческом кружке был арестован. После освобождения вплоть до начала Февральской революции находился под гласным надзором полиции.
В декабре 1916 года вернулся в Рязань, работал киномехаником в кинотеатре «Дарьялы». При участии Степанова в Рязани был организован профсоюз киноработников, избирался членом Правления и секретарём профсоюза. В марте 1917 года избран в Рязанский совет рабочих депутатов (СРД) от профсоюза киноработников, в феврале 1919 года — в Исполнительный комитет СРД. 
С мая по август 1917 года состоял в парии эсеров. Позже вступил в РКП(б). С июня 1918 года по февраль 1919 года был командирован Рязанским советом рабочих и крестьянских депутатов в Ревтрибунал в качестве обвинителя на судебных заседаниях. В марте 1919 года Губкомом РКП(б) направлен в Ряжский уезд в качестве уполномоченного по проведению мобилизации. После трёх недель пребывания в Ряжске на Степанова было совершено покушение, он получил три пулевых ранения.
В 1919—1923 годах — в Красной армии (РККА). Командовал автоотрядом в составе Рязанской дивизии во время ликвидации прорыва частей Мамонтова. В 1920 году — начальник следственносудной части, в 1921—1922 годах — начальник и комиссар Губернских военно-инженерных дистанций. С октября 1922 года — в распоряжении Главного военно-инженерного управления (ГВИУ) РККА.
В начале 1923 года работал электромонтером в киноконторе «Экран» при Политотделе войск ГПУ. 
В 1923—1924 годах — заведующий отделом арендованных предприятий, заместитель заведующего производством, заведующий Производственной конторой Центрального государственного предприятия «Госкино» Наркомпроса РСФСР. С октября 1924 года по ноябрь 1925 года — директор кинофабрики «Культкино» Центрального государственного предприятия «Госкино».
С ноября 1925 года — оператор Бюро хроники АО «Совкино». Занимался монтажом научно-популярных картин, работал в кинопериодике, снимал сюжеты для выпусков «Совкиножурнала». В 1926—1928 годах — оператор 1-й фабрики «Совкино».
В апреле 1927 года был одним из обвиняемых на судебном процессе над группой бывших руководящих работников «Госкино», «Пролеткино», «Культкино», обвинённых в бесхозяйственности и злоупотреблении служебным положением. Решением Московского губернского суда от 22 апреля 1927 года по предъявленному обвинению был оправдан.
В июле 1927 года совместно с Я. М. Блиохом выезжал в киноэкспедицию в Китай для съёмки кинохроники. В 1928—1931 годах — оператор, режиссёр 3-й фабрики культурфильмы «Совкино» (с 1930 года — «Союзкино»). В 1931—1932 годах — заместитель директора Московской объединенной кинофабрики «Союзкино», с августа по декабрь 1931 года — временно исполняющий обязанности директора кинофабрики. 
В 1932—1933 годах — начальник производственно-планового сектора, с  августа 1933 года — заместитель управляющего Всесоюзным трестом по производству учебных, научных, технических и оборонно-технических фильмов «Союзтехфильм».
В 1937—1938 годах — начальник технического отдела Управления по производству художественных фильмов Главного управления кинематографии Всесоюзного комитета по делам искусств при СНК СССР.
Арестован 3 февраля 1938 года. Приговорён апреля 1938 года Военной Коллегией Верховного суда (ВКВС) СССР за участие в контрреволюционной террористической организации к ВМН. В тот же день расстрелян. Место захоронения — полигон Бутово-Коммунарка. Реабилитирован 23 мая 1957 года определением ВКВС СССР.
В отличие от съёмок многих других кинооператоров середины 20-х годов <…>  съёмки В. Степанова в «Шанхайском документе» отличались ясностью авторского видения. Не деформируя объекта съёмки, кинооператор с помощью различных ракурсов, укрупнения и сравнения выражал свои симпатии и антипатии.
Стоял у истоков советского этнографического кино. По оценкам российского этнолога И. А. Головнёва, «кросс-жанровая методология, использованная В. Л. Степановым при создании фильма «Алтай-кижи», сочетающая ресурсы этнографии, неигровой и игровой кинематографии» активно используется в современной кинодокументалистике. Российский киновед Г. С. Прожико отмечала, что «Шанхайский документ» Блиоха и Степанова «явился, несомненно, решительным шагом в разработке выразительных возможностей кинодокументалистики.  <…> Новаторским было само внимание к содержанию кадра, стремление не только обозначить факт, но и проследить его развитие в некоторой временной длительности, в процессе».
Фильм «Алтай-Кижи» (1929) Степанова демонстрировался на XXVII международном кинофестивале «Послание к человеку» (2017).

### Семья
- жена — Лидия Ильинична Степанова (1899—1962) — режиссёр документального и научно-популярного кино. Лауреат пяти Сталинских премий (1946, 1947, 1948, 1950, 1951).

## Избранная фильмография

### Оператор
- 1927 — Советский Казахстан (документальный)[36]
- 1927 — Вода и её энергия (культурфильм)
- 1928 — Шанхайский документ (документальный)
- 1929 — Алтай — Кижи (документальный)[37]
- 1930 — Сегодня (документальный, совместно с. Ю. Стилианудисом)
- 1930 — Гигант (документальный)[38]
- 1931 — Опытно-подготовительная работа по рису на Дальнем Востоке (инструктивный)

### Режиссёр
- 1927 — Вода и её энергия (культурфильм, совместно с А. Самгиным)
- 1927 — Советский Казахстан (документальный)
- 1929 — Алтай — Кижи (документальный)

## Комментарии
1. ↑  Производственная контора «Госкино» — кинопредприятие по выпуску научных, агитационных и производственных фильмов[5].